# Dennenbladwespen
De Dennenbladwespen (Diprionidae) zijn een familie van vliesvleugeligen (Hymenoptera) uit de onderorde Symphyta (zaagwespen). Het is een kleine familie van op coniferen gespecialiseerde zaagwespen, met wereldwijd 137 soorten in 11 geslachten. In Nederland komen 15 soorten uit 7 geslachten voor. De dennenbladwespen komen alleen op het noordelijk halfrond voor.

## Onderfamilies
Er zijn twee onderfamilies:
- Diprioninae
- Monocteninae

## In Nederland waargenomen soorten
- Genus: Diprion
  - Diprion pini - (Gewone dennebladwesp)
  - Diprion similis
- Genus: Gilpinia
  - Gilpinia abieticola
  - Gilpinia frutetorum
  - Gilpinia hercyniae
  - Gilpinia laricis
  - Gilpinia pallida
  - Gilpinia polytoma
  - Gilpinia socia
  - Gilpinia variegata
  - Gilpinia virens
- Genus: Macrodiprion
  - Macrodiprion nemoralis
- Genus: Microdiprion
  - Microdiprion pallipes
- Genus: Monoctenus
  - Monoctenus juniperi
  - Monoctenus obscuratus
- Genus: Neodiprion
  - Neodiprion sertifer - (Rode Dennenbladwesp)